# Röyksopp's Night Out
Röyksopp's Night Out är ett livealbum från 2006 av den norska electronicagruppen Röyksopp. Det är inspelat i november 2005 på Rockefeller Music Hall i Oslo.

## Låtlista
1. "What Else Is There?" - 3:19
2. "Only This Moment" - 4:04
3. "Remind Me" - 3:47
4. "Sparks" - 5:09
5. "Poor Leno (Istanbul Forever Take)" - 5:24
6. "Go Away" - 5:35
7. "Alpha Male" - 8:03
8. "Go With The Flow" - 3:13
9. "Teppefall" - 1:00